# Inn I Evighetens Mørke
Inn I Evighetens Mørke (ang. Into the Darkness of Eternity) – pierwszy minialbum norweskiej grupy blackmetalowej Dimmu Borgir. Pierwotnie został wydany jako demo w 1994 roku, a później jako EP 17 grudnia tego samego roku. Wydawcą płyty jest Necromantic Gallery Productions. Minialbum ukazał się na płytach winylowych nakładem tysiąca sztuk.
Album pojawił się również na kompilacji True Kings of Norway wydanej przez Spinefarm Records, zawierającej utwory znanych norweskich zespołów blackmetalowych, takich jak: Ancient, Immortal i Emperor.
Utwór "Raabjørn speiler draugheimens skodde" pojawił się również na debiutanckim, pełnym albumie grupy zatytułowanym For All Tid oraz został ponownie nagrany i ukazał się na płycie Enthrone Darkness Triumphant i minialbumie Godless Savage Garden. Również obie części "Inn i Evighetens Mørke" ukazały się w zmienionych wersjach na For All Tid.

## Lista utworów
| Strona A | Strona A                                                                | Strona A |
| Nr       | Tytuł utworu                                                            | Długość  |
| -------- | ----------------------------------------------------------------------- | -------- |
| 1.       | „Inn i evighetens mørke del I” (Into the Darkness of Eternity part I)   | 5:25     |
| 2.       | „Inn i evighetens mørke del II” (Into the Darkness of Eternity part II) | 2:06     |

| Strona B | Strona B                                                                           | Strona B |
| Nr       | Tytuł utworu                                                                       | Długość  |
| -------- | ---------------------------------------------------------------------------------- | -------- |
| 1.       | „Raabjørn speiler draugheimens skodde” (Raabjorn Reflects the Mist of Draugheimen) | 4:58     |

## Twórcy
- Stian "Shagrath" Thoresen - wokal prowadzący
- Kenneth "Tjoldav" Åkesson - perkusja
- Sven "Silenoz" Atle Kopperud - gitara rytmiczna
- Brynjard Tristan – gitara basowa
- Stian Aarstad – instrumenty klawiszowe